# Воробьевский, Алексей Викторович
Алексей Викторович Воробьевский (25 февраля 1906, Танхой, Забайкальская область — 31 января 1992, Санкт-Петербург) — советский художник по фарфору.

## Биография и творчество
Родился в семье железнодорожника. С 1919 года учился в школе-интернате для одаренных детей в Слуцке (ныне Павловск) под руководством И. Г. Михайлова, от которого воспринял идеи объединения «Мир искусства». С 1926 года работал на Ленинградском фарфоровом заводе имени М. В. Ломоносова. На стиль начинающего художника оказал влияние С. В. Чехонин, в то время художественный руководитель завода и член объединения «Мир искусства». 
Характерные мотивы творчества Воробьевского: фантастические пейзажи, танцы, праздники, сказочные сюжеты, цветы, корабли. В произведениях довоенного периода сказалось увлечение художника театром, а также персидской миниатюрой.
Участник Великой Отечественной войны. В 1941 году ушел в ополчение и почти сразу попал в плен. Из лагеря военнопленных был отправлен на Рижский фарфоровый завод, где проработал до освобождения Риги в 1944 году, затем находился в советском лагере и «Крестах» до 1945 года. После освобождения вернулся на ЛФЗ, где проработал до конца жизни.
В послевоенный период художник активно использует мотивы русского народного творчества, лубка. Если в работах 1930-х годов преобладал мягкий колорит, оттенки голубого, розового, сиреневого, то в послевоенный период краски становятся более яркими, с использованием чистых красных, синих, желтых цветов.
Многие работы Воробьевского стали основой для массовых серий ЛФЗ. В 1970-80-е годы художник много работал в области костяного фарфора.
Произведения художника были представлены и получали награды на крупнейших выставках в Милане, Париже, Нью-Йорке, Брюсселе, Остенде, Праге, Монреале, Лейпциге. Многие работы находятся коллекциях Государственного Эрмитажа, Русского музея, Международного музея керамики в Фаэнце, Государственного музея керамики в Кусково.
Скончался А. В. Воробьевский 31 января 1992 года. Урна с прахом ― в колумбарии Санкт-Петербургского крематория.

## Награды и премии
- заслуженный художник РСФСР (1969)[1]
- народный художник РСФСР[2] (1981)
- Государственная премия РСФСР имени И. Е. Репина (1970)[2] — за создание высокохудожественных образцов фарфоровых изделий